# Aptos Hills-Larkin Valley
Aptos Hills-Larkin Valley – jednostka osadnicza w Stanach Zjednoczonych, w stanie Kalifornia, w hrabstwie Santa Cruz.